# Dzsubaföld

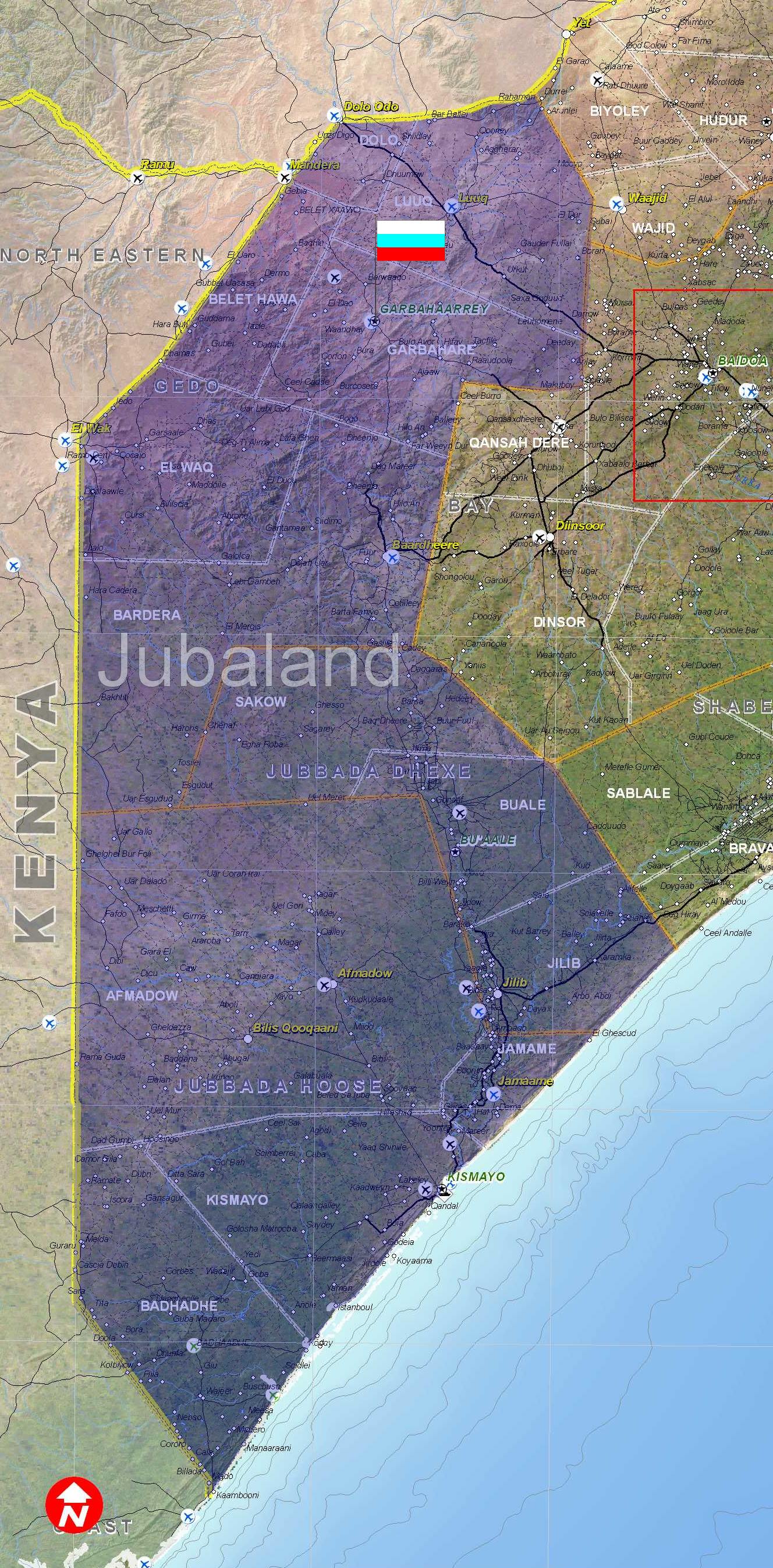
Dzsubaföld

Dzsubaföld vagy a magyarban gyakran Jubaföld (szomáli: Jubbaland, arab: جوبالاند, angol: Jubaland) egy autonóm régió Dél-Szomáliában. Északról dél felé az etióp és kenyai határtól (Gedo régiótól) az Indiai-óceán partjáig terjed, keleti határa 40–60 km-re keletre fekszik a Dzsubba folyótól, míg nyugati oldala a kenyai északkeleti tartománnyal határos, amelyet a gyarmati időszak alatt Dzsubaföldből alakítottak ki.
1998. szeptember 3-án Mohammed Szaid Herszi tábornok kikiáltotta Dzsubaföld függetlenségét. A tábornok ellenfelei egy éven belül megdöntötték a hatalmát, de a terület még legalább 2006-ig független államként tüntette fel magát. Bár a továbbiakban a helyi vezetők a Szomáliába történő reintegrációt vállalták, de a gyakorlatban Dzsubaföld még mindig felkelő erők ellenőrzése alatt áll.
A területnek a szomáliai központi kormánnyal való szembenálláson túl komoly kihívást jelent a területen működő al-Shabaab iszlamista terrorszervezet és a Kenyával való területi viták az óceánparti kőolajkészletek kiaknázása miatt.

## Földrajz
Területe 110 293 km², mellyel Magyarországnál kissé nagyobb; népessége a 2005-ös adatok alapján 953 ezer fő volt.
Legnagyobb városa Kismaayo, amely a tengerparton fekszik, közel a Dzsubba folyó torkolatához. További fő települések: Bardera, Afmadow, Bu'aale, Luuq és Beled Haawo.

## Közigazgatás
Dzsubaföld három közigazgatási régiója:
- Gedo
- Jubbada Hoose (Alsó-Dzsuba)
- Jubbada Dhexe (Középső-Dzsuba)

## Fordítás
- Ez a szócikk részben vagy egészben  a   Jubaland című angol Wikipédia-szócikk fordításán alapul.  Az eredeti cikk szerkesztőit annak laptörténete sorolja fel. Ez a jelzés csupán a megfogalmazás eredetét és a szerzői jogokat jelzi, nem szolgál a cikkben szereplő információk forrásmegjelöléseként.